# Liegi-Bastogne-Liegi 2017

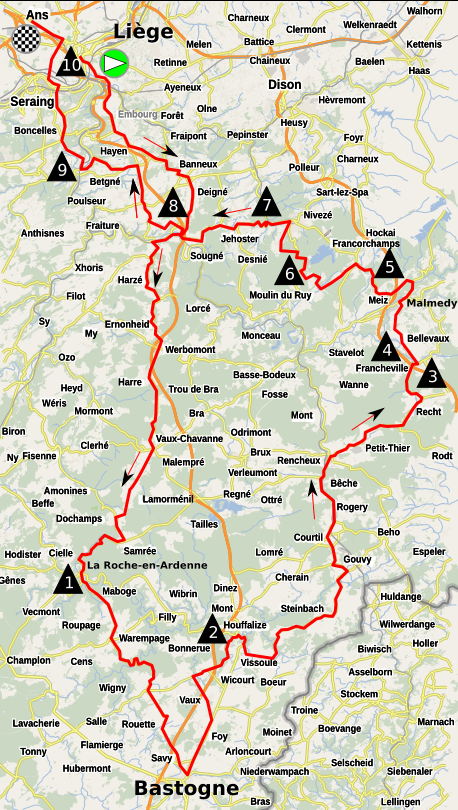

La Liegi-Bastogne-Liegi 2017, centotreesima edizione della corsa e valevole come diciottesima prova dell'UCI World Tour 2017, si svolse il 23 aprile 2017 su un percorso di 258 km, con partenza da Liegi e arrivo a Ans, in Belgio. La vittoria fu appannaggio dello spagnolo Alejandro Valverde che completò il percorso in 6h24'27", alla media di 40,265 km/h, precedendo l'irlandese Daniel Martin e il polacco Michał Kwiatkowski.
Sul traguardo di Ans 153 ciclisti, su 200 partiti da Liegi, portarono a termine la competizione.

## Squadre e corridori partecipanti
| N.      | Cod. | Squadra              |
| ------- | ---- | -------------------- |
| 1-8     | SKY  | Team Sky             |
| 11-19   | ORS  | Orica-Scott          |
| 21-28   | UAD  | UAE Team Emirates    |
| 31-38   | BMC  | BMC Racing Team      |
| 41-48   | KAT  | Team Katusha-Alpecin |
| 51-58   | SUN  | Team Sunweb          |
| 61-68   | TFS  | Trek-Segafredo       |
| 71-78   | AST  | Astana Pro Team      |
| 81-88   | WGG  | Wanty-Groupe Gobert  |
| 91-98   | ALM  | AG2R La Mondiale     |
| 101-108 | BOH  | Bora-Hansgrohe       |
| 111-118 | MOV  | Movistar Team        |
| 121-128 | COF  | Cofidis              |

| N.      | Cod. | Squadra                         |
| ------- | ---- | ------------------------------- |
| 131-138 | DDD  | Team Dimension Data             |
| 141-148 | CDT  | Cannondale-Drapac               |
| 151-158 | LTS  | Lotto-Soudal                    |
| 161-168 | QST  | Quick-Step Floors               |
| 171-178 | TBM  | Bahrain-Merida Pro Cycling Team |
| 181-188 | RNL  | Roompot-Nederlandse Loterij     |
| 191-198 | TLJ  | Team Lotto NL-Jumbo             |
| 201-208 | FDJ  | FDJ                             |
| 211-218 | WVA  | WB Veranclassic Aqua Protect    |
| 221-228 | DEN  | Direct Énergie                  |
| 231-238 | SVB  | Sport Vlaanderen-Baloise        |
| 241-248 | ABS  | Aqua Blue Sport                 |

## Ordine d'arrivo (Top 10)
| Pos. | Corridore          | Squadra      | Tempo    |
| ---- | ------------------ | ------------ | -------- |
| 1    | Alejandro Valverde | Movistar     | 6h24'27" |
| 2    | Daniel Martin      | Quick-Step   | s.t.     |
| 3    | Michał Kwiatkowski | Sky          | a 3"     |
| 4    | Michael Matthews   | Sunweb       | s.t.     |
| 5    | Jon Izagirre       | Bahrain-Mer. | s.t.     |
| 6    | Romain Bardet      | AG2R         | s.t.     |
| 7    | Michael Albasini   | Orica        | s.t.     |
| 8    | Adam Yates         | Orica        | a 7"     |
| 9    | Michael Woods      | Cannondale   | s.t.     |
| 10   | Rafał Majka        | Bora         | s.t.     |